# Philo (Illinois)
Philo is een plaats (village) in de Amerikaanse staat Illinois, en valt bestuurlijk gezien onder Champaign County.

## Demografie
Bij de volkstelling in 2000 werd het aantal inwoners vastgesteld op 1314. In 2006 is het aantal inwoners door het United States Census Bureau geschat op 1560, een stijging van 246 (18,7%).

## Geografie
Volgens het United States Census Bureau beslaat de plaats een oppervlakte van 2,0 km², geheel bestaande uit land.

## Trivia
Volgens de tekst op de lokale watertoren bevindt Philo zich in het centrum van het universum.

## Plaatsen in de nabije omgeving
De onderstaande figuur toont nabijgelegen plaatsen in een straal van 16 km rond Philo.